# Chrysosoma saegeri
Chrysosoma saegeri är en tvåvingeart som först beskrevs av Vanschuytbroeck 1959.  Chrysosoma saegeri ingår i släktet Chrysosoma och familjen styltflugor.
Artens utbredningsområde är Kongo. Inga underarter finns listade i Catalogue of Life.